# Hywel ap Maredudd
Hywel ap Maredudd († nach 1258) war der letzte walisische Lord der südwalisischen Herrschaft Meisgyn. 

## Herkunft
Hywel war ein Sohn von Maredudd ap Caradog. Sein Vater war ein Enkel von Iestyn ap Gwrgan, des letzten walisischen Königs von Morgannwg, gewesen. Zusammen mit zweien seiner Brüder hatte er nach dem Tod ihres Vaters das unter walisischer Herrschaft gebliebene Bergland von Glamorgan unter sich aufgeteilt und dabei Meisgyn erhalten. Nominell standen die walisischen Herrschaften unter der Oberhoheit der normannischen Lords von Glamorgan, dazu beanspruchte der Lord of Afan als Nachfahre des ältesten Sohns von Maredudd ap Caradog die Vorherrschaft über die walisischen Herrschaften.

## Leben
Hywel ap Maredudd trat 1211 nach dem Tod seines Vaters die Herrschaft in Meisgyn an. 
Ab 1212 dehnte Llywelyn ab Iorwerth, der walisische Fürst von Gwynedd, seinen Einfluss bis nach Südostwales aus. Er überfiel das nördlich von Meisgyn gelegene englische Brecknockshire, und Hywel ap Maredudd unterstützte ihn durch Überfälle auf englische Siedlungen in Glamorgan. Nachdem sein Cousin Morgan Gam von Afan 1228 von Gilbert de Clare, dem anglonormannischen Lord of Glamorgan gefangen genommen worden war, überfiel und besetzte Hywel ap Maredudd das benachbarte Glynrhondda und vertrieb dessen Lord, seinen Cousin Morgan ap Cadwallon. Damit konnte er fast das gesamte Gebiet zwischen dem River Taff und River Neath unter seine Herrschaft bringen und war so der mächtigste der walisischen Lords von Glamorgan geworden. Nach dem Tod von Gilbert de Clare 1230 war dessen Erbe noch minderjährig, so dass Glamorgan unter königliche Verwaltung fiel. Wie die anderen walisischen Lords sah Hywel ap Maredudd mit dem Tod von Gilbert de Clare seine Treue gegenüber den Lords von Glamorgan als beendet an und verbündete sich mit Fürst Llywelyn ab Iorwerth von Gwynedd. Im walisischen Krieg gegen England ab 1231 überfiel er Kenfig und weitere englische Siedlungen. 1233 unterstützte er mit Llywelyn ap Iorwerth, Rhys ap Gruffydd, dem walisischen Lord von Senghenydd und dem wieder freigelassenen Morgan Gam die vergebliche Rebellion von Richard Marshal, 3. Earl of Pembroke gegen den englischen König Heinrich III. Mit Unterstützung der anglonormannischen Lords von Glamorgan hatte Marshal während dieser Rebellion Glamorgan besetzt, was zu der ungewöhnlichen Situation führte, dass Hywel ap Maredudd und die anderen walisischen Lords von Glamorgan Verbündete des Anglonormannen Richard Marshal wurden. Marshal versprach den Walisern zur Belohnung Teile von Glamorgan. Als die Rebellion scheiterte, verlangte Richard Siward, der neue Verwalter von Glamorgan, diese Gebiete zurück. Hywel ap Maredudd weigerte sich, diese Gebiete zurückzugeben, bis Llywelyn ab Iorwerth selbst von Hywel ap Maredudd verlangte, die Gebiete zurückzugeben. Entgegen dem ausdrücklichen Verbot des englischen Königs gehörte Hywel ap Maredudd zu den walisischen Fürsten, die 1238 Llywelyns Sohn und designierten Erben Dafydd in Strata Florida Abbey die Treue schworen.
1242 kam es zu einem Konflikt zwischen Hwyel ap Maredudd, der von Rhys ap Gruffydd von Senghenydd unterstützt wurde, und Gilbert de Turberville, dem englischen Lord von Coity Castle. Richard de Clare, der Lord of Glamorgan, vermittelte bei einem Treffen in Cardiff Castle einen Waffenstillstand. Dieser wurde kurz darauf von dem anglonormannischen Lord Richard Siward gebrochen, der den Süden von Meisgyn angriff. Im November 1242 musste sich Siward in Cardiff vor seinem Oberherrn verantworten, dennoch kam es zu keinen Frieden zwischen ihm und seinen walisischen Nachbarn. Daraufhin griff Hywel ap Maredudd 1243 Kenfig Castle und andere englische Siedlungen an. Als 1245 Hywel und Richard Siward ihren Streit beilegten und nun gemeinsam Überfälle auf englische Siedlungen unternahmen, besetzte Richard de Clare die Besitzungen Siwards und auch Meisgyn und Glynrhondda. Hywel ap Maredudd musste vor 1246 ins Exil nach Gwynedd flüchten. Er wird noch 1258 und angeblich sogar noch 1277 als Verbündeter von Llywelyn ap Gruffydd genannt, wobei die Erwähnung von 1277 sich vielleicht auf einen Nachfahren von ihm bezog, der 1279 einen kleineren Grundbesitz in Meisgyn besaß.